# Olympische Sommerspiele 2008/Teilnehmer (Lesotho)
| Gelbes Symbol für Goldmedaillen mit stilisierten Olympischen Ringen | Graues Symbol für Silbermedaillen mit stilisierten Olympischen Ringen | Braundes Symbol für Bronzemedaillen mit stilisierten Olympischen Ringen |
| ------------------------------------------------------------------- | --------------------------------------------------------------------- | ----------------------------------------------------------------------- |
| —                                                                   | —                                                                     | —                                                                       |

Lesotho war mit der Teilnahme an den Olympischen Sommerspielen 2008 in Peking insgesamt zum 9. Mal bei Olympischen Spielen vertreten. Die erste Teilnahme war 1972.
Während Leichtathlet Tsotang Maine bei der Eröffnungszeremonie als lesothischer Flaggenträger in Erscheinung trat, war der Boxer Emanuel Thabiso Nketu unter anderem bei den Abschlussfeierlichkeiten als Flaggenträger seines Heimatlandes im Einsatz.

## Teilnehmer nach Sportarten

### Boxen
| Klasse        | Name                  |
| ------------- | --------------------- |
| Bantamgewicht | Emanuel Thabiso Nketu |

### Leichtathletik
| Disziplin | Männer                                       | Frauen          |
| --------- | -------------------------------------------- | --------------- |
| Marathon  | Clement Lebopo, Moses Mosuhli, Tsotang Maine | Mamorallo Tjoka |